# さかなDVD
さかなDVDは、かつてよしもとクリエイティブ・エージェンシーで活動していたお笑いコンビ。2005年12月結成、2011年3月23日解散。主にbaseよしもと・ワラbメンバー、5upよしもとセカンドメンバーとして活躍していた。

## メンバー
- 中西 洋一（なかにし よういち、1979年2月24日 - ）ボケ担当・立ち位置左

血液型はO型。
大阪府河内長野市出身。
大阪NSC25期生。
さかなDVDの前は「ルービック」というコンビで活動していた。
服がダサいとよくいじられる。木みたいなズボンを持っている。
酒が大好き。
ネタ作りは中西が担当している。
実家暮らしで、飼っているパピヨンを可愛がっている。
三兄弟の長男だが、兄弟の仲は悪い。
部屋が異常に汚く、相方に「掃除をしろ」と言われている。
長年に渡って実家暮らしで「子供部屋おじさん」として「カンニング竹山のTHE NIGHT」（AbemaTV）にも出演していたが、2021年から一人暮らしを始める。
解散後はピン芸人「ハクション中西」として活動。
- 花岡 翔（はなおか しょう、1984年11月6日 - ）　ツッコミ担当・立ち位置右

血液型はO型。
徳島県出身。
放送芸術学院専門学校卒業。養成所には通っておらず、大阪NSC26期と同期扱い。
さかなDVDの前は「あばれざる」というコンビで活動していた。
魚（主に川魚）が大好きで家に大きい水槽がいくつもある。
自他ともに認めるオシャレ。
絵を描くのが上手い。
一人称は「僕」。「俺」はかっこつけているようで嫌なのだとか。
プラスマイナス岩橋と仲が良い。
妹が大好き。本人はシスコンではないと言い張る。
ビーフケーキの松尾とは同じ高校の先輩後輩の関係であるが、花岡いわく在学中はお互いの存在は知らなかったらしい。
解散後は「花岡ショー」と改名し、「劇団（仮）サーカス」の舞台役者へ転身。現在は「劇団ドクターイエロー」に所属。

## コンビ名の由来
- お互い好きなものをいれることになり花岡は魚が好きなので"さかな"、コンビ名を決めた当時中西がDVDデッキを買いたてでテンションがあがっていたので"DVD"、あわせて"さかなDVD"となった。
- 通称さかD
- 「おにくCD-R」などといじられることがある。

## 賞レース
- M-1グランプリ2008　3回戦進出（2回戦で敗退→追加合格）
- M-1グランプリ2009　3回戦進出（2回戦で敗退→追加合格）
- キングオブコント2009、2010　準決勝進出

## 出演番組

### テレビ
- 鉄筋base（関西テレビ）
- マヨブラ流（読売テレビ）
- かんさいすきま情報社（K-CAT）
- 上方演芸ホール（NHK大阪放送局）
- 炎上base（関西テレビ）
- 爆笑オンエアバトル（NHK）戦績0勝1敗 最高285KB
- 笑う妖精（テレビ朝日）※中西のみ出演

### ラジオ
- 上泉雄一のFANFANレディオ（MBSラジオ）

### ウェブテレビ
- カンニング竹山の土曜The NIGHT（2020年6月14日、11月29日[1]、ABEMA）[2] - 中西のみ

## 単独ライブ
- 2008年12月7日「服っきんぐ」（baseよしもと）
- 2009年2月22日「コチョコチョライブ」（baseよしもと）
- 2009年9月20日「あんなに怒らんでも」(baseよしもと)
- 2009年11月3日「もっと怒らんと」（baseよしもと）
- 2009年12月6日「ロングコントの道」（baseよしもと）
- 2010年2月27日「きっと怒っている」（baseよしもと）
- 2010年4月11日「怒り方がやらしい」（baseよしもと）

## 出囃子
- 「バード・ランド・シンディー」THEE MICHELLE GUN ELEPHANT